# Zieria involucrata
Zieria involucrata är en vinruteväxtart som beskrevs av Robert Brown och George Bentham. Zieria involucrata ingår i släktet Zieria och familjen vinruteväxter. Inga underarter finns listade i Catalogue of Life.